# Ideal (teoria inelelor)
În matematică, mai exact în teoria inelelor⁠(d), un ideal (plural: ideale) al unui inel este o submulțime particulară a elementelor sale. Idealele generalizează anumite submulțimi de numere întregi, cum ar fi numerele pare sau multiplii lui 3. Adunarea și scăderea numerelor pare conservă egalitatea și înmulțirea unui număr par cu orice număr întreg (par sau impar) rezultă un număr par; aceste închideri și proprietăți de absorbție sunt proprietățile care definesc un ideal. Un ideal poate fi folosit pentru a construi un inel factor similar cu modul în care în teoria grupurilor un subgrup normal⁠(d) poate fi folosit pentru a construi un grup factor.
În numerele întregi, idealele corespund biunivoc cu numerele întregi nenegative: în acest inel, orice ideal este un ideal principal format din multiplii unui singur număr nenegativ. Totuși, în alte inele idealele pot să nu corespundă direct elementelor inelului, iar anumite proprietăți ale numerelor întregi, atunci când sunt generalizate la inele, se atașează mai natural la ideale decât la elementele inelului. De exemplu, idealele prime ale unui inel sunt analoge cu numerele prime, iar teorema chinezească a resturilor poate fi generalizată la ideale. Există o versiune a factorizării prime unice pentru idealele unui inel Dedekind⁠(d) (un tip de inel important în teoria numerelor).
Conceptul înrudit, dar distinct, al unui ideal⁠(d) în teoria ordinii⁠(d) este derivat din noțiunea de ideal din teoria inelelor. Un ideal fracționar este o generalizare a unui ideal, iar pentru claritate idealele obișnuite sunt uneori numite ideale întregi.

## Istoric
Ernst Kummer a introdus noțiunea de numere ideale pentru a servi drept factori „lipsă” în inelele de numere în care factorizarea unică eșuează; aici cuvântul „ideal” este în sensul de a exista doar în imaginație, în analogie cu obiectele „ideale” din geometrie, cum ar fi punctele de la infinit.
În 1876, Richard Dedekind a înlocuit conceptul nedefinit al lui Kummer cu mulțimi concrete de numere, mulțimi pe care le-a numit ideale, în cea de-a treia ediție a cărții lui Dirichlet, Vorlesungen über Zahlentheorie, la care Dedekind adăugase multe suplimente.
Mai târziu, noțiunea a fost extinsă de David Hilbert și în special de Emmy Noether dincolo de inelele numerice, pentru inelele polinomiale și a altor inele comutative.

## Definiție și motivare
Pentru un inel arbitrar {\displaystyle (R,+,\cdot )}, fie {\displaystyle (R,+)} grupul aditiv. O submulțime I se numește ideal stâng al lui {\displaystyle R} dacă este un subgrup aditiv al {\displaystyle R} care „absoarbe înmulțirea la stânga a elementelor lui {\displaystyle R}"; adică {\displaystyle I} este un ideal stâng dacă îndeplinește următoarele două condiții:
1. {\displaystyle (I,+)} este un subgrup al {\displaystyle (R,+),}
2. pentru orice {\displaystyle r\in R} și orice {\displaystyle x\in I}, produsul {\displaystyle rx} este în {\displaystyle I}.

Un ideal drept este definit prin înlocuirea condiției {\displaystyle rx\in I} cu condiția {\displaystyle xr\in I}. Un ideal bilateral este un ideal stâng care este și ideal drept, și uneori este numit, simplu, ideal. În limbajul modulelor⁠(d), definițiile înseamnă că un ideal stâng (respectiv drept, bilateral) al lui {\displaystyle R} este un {\displaystyle R}-submodul al lui {\displaystyle R} când {\displaystyle R} este văzut ca un {\displaystyle R}-modul stâng (respectiv drept, bilateral). Când {\displaystyle R} este un inel comutativ, definițiile idealului stâng, drept și bilateral au același rezultat, iar termenul de ideal este folosit singur.
Pentru a înțelege noțiunea de ideal, se consideră modul în care apar idealele în construcția inelelor de „elemente modulo”. Concret, fie inelul {\displaystyle \mathbb {Z} /n\mathbb {Z} } al numerelor întregi modulo {\displaystyle n} și un număr întreg {\displaystyle n\in \mathbb {Z} } ({\displaystyle \mathbb {Z} } este un inel comutativ). Observația cheie aici este că se obține {\displaystyle \mathbb {Z} /n\mathbb {Z} } luând șirul întregilor {\displaystyle \mathbb {Z} } și înfășurându-l în jurul său, astfel încât diferite numere întregi să fie echivalate. În acest sens, trebuie îndeplinite 2 cerințe:
1) {\displaystyle n} trebuie echivalat (aliniat) cu 0 deoarece {\displaystyle n} este congruent cu 0 modulo {\displaystyle n}. 
2) structura rezultată trebuie să fie și ea un inel. 

A doua cerință obligă la echivalări suplimentare (adică, determină modul precis în care trebuie înfășurat {\displaystyle \mathbb {Z} } în jurul său). Noțiunea de ideal apare atunci când se pune întrebarea: 
Care este mulțimea exactă de numere întregi care trebuie echivalată cu 0?
 Răspunsul este, fără a fi surprinzător, că este mulțimea {\displaystyle n\mathbb {Z} =\{nm\mid m\in \mathbb {Z} \}} formată din toate numerele întregi congruente cu 0 modulo {\displaystyle n}. Adică {\displaystyle \mathbb {Z} } trebuie înfășurată în jurul său de nenumărate ori, astfel încât numerele întregi {\displaystyle \ldots ,-2n,-n,n,2n,3n,\ldots } vor fi aliniate cu 0. Dacă se examinează ce proprietăți trebuie să aibă această mulțime pentru ca {\displaystyle \mathbb {Z} /n\mathbb {Z} } să fie un inel, atunci se ajunge la definiția unui ideal. Într-adevăr, se poate verifica direct că {\displaystyle n\mathbb {Z} } este un ideal al lui {\displaystyle \mathbb {Z} }.
Notă. Trebuie făcute și echivalări cu alte elemente decât 0. De exemplu, elementele din {\displaystyle 1+n\mathbb {Z} } trebuie echivalate cu 1, elementele din {\displaystyle 2+n\mathbb {Z} } trebuie echivalate cu 2 și așa mai departe. Acestea, totuși, sunt determinate în mod unic de {\displaystyle n\mathbb {Z} ,} deoarece {\displaystyle \mathbb {Z} } este un grup aditiv.
Se poate face o construcție similară în orice inel comutativ {\displaystyle R}: se începe cu un {\displaystyle x\in R} arbitrar și apoi se echivalează cu 0 toate elementele idealului {\displaystyle xR=\{xr\mid r\in R\}}. Se pare că idealul {\displaystyle xR} este cel mai mic ideal care conține {\displaystyle x}, numit ideal generat de {\displaystyle x}. În general se poate începe cu o submulțime arbitrară {\displaystyle S\subseteq R} și apoi să se echivaleze cu 0 toate elementele din idealul generat de {\displaystyle S}: cel mai mic ideal {\displaystyle (S)} astfel încât {\displaystyle S\subseteq (S)}. Inelul obținut după echivalare depinde doar de idealul {\displaystyle (S)} și nu de mulțimea {\displaystyle S} cu care s-a început. Adică, dacă {\displaystyle (S)=(T)}, atunci inelele rezultate vor fi identice.
Prin urmare, un ideal {\displaystyle I} al unui inel comutativ {\displaystyle R} captează canonic informațiile necesare pentru a obține inelul de elemente ale lui {\displaystyle R} modulo o submulțime dată {\displaystyle S\subseteq R}. Elementele lui {\displaystyle I} sunt, prin definiție, acelea care sunt congruente cu zero, adică echivalate cu zero în inelul rezultat. Inelul rezultat se numește inelul factor din {\displaystyle R} prin {\displaystyle I} și este notat {\displaystyle R/I}. Intuitiv, definiția unui ideal postulează două condiții naturale necesare pentru ca {\displaystyle I} să conțină toate elementele desemnate drept „zerouri” de către {\displaystyle R/I}:
1. {\displaystyle I} este un subgrup aditiv al {\displaystyle R}: zeroul 0 al {\displaystyle R} este un „zero” {\displaystyle 0\in I,} iar dacă {\displaystyle x_{1}\in I} și {\displaystyle x_{2}\in I} sunt „zerouri”, atunci {\displaystyle x_{1}-x_{2}\in I} este și el un „zero".
2. Orice {\displaystyle r\in R} înmulțit cu un „zero” {\displaystyle x\in I} este un „zero” {\displaystyle rx\in I}.

Se pare că condițiile de mai sus sunt și suficiente pentru ca {\displaystyle I} să conțină toate „zerourile” necesare: niciun alt element nu trebuie să fie desemnat ca „zero” pentru a forma {\displaystyle R/I}. (De fapt, niciun alt element nu ar trebui desemnat ca „zero” dacă se dorește să se facă cât mai puține echivalări.)
Notă. Construcția de mai sus funcționează și pentru idealele bilaterale, chiar dacă {\displaystyle R} nu este neapărat comutativ.

## Exemple și proprietăți
(Pentru simplitate, unele rezultate sunt menționate numai pentru idealele stângi, dar de obicei sunt adevărate și pentru idealele drepte cu modificările corespunzătoare ale notațiilor.) 
- Într-un inel R, mulțimea R în sine formează un ideal bilateral R numit ideal unitate. Este adesea notat și cu {\displaystyle (1)}, deoarece este tocmai idealul bilateral generat (v. mai jos) de unitatea {\displaystyle 1_{R}}. De asemenea, mulțimea {\displaystyle \{0_{R}\}} constând doar din 0R formează un ideal bilateral numit ideal nul, notat cu {\displaystyle (0)}. (Unii autori numesc idealele zero și unitate ale unui inel R idealele triviale ale lui R.) Orice ideal (stâng, drept sau bilateral) conține idealul nul și este conținut în idealul unitate.[8]
- Un ideal (stâng, drept sau bilateral) care nu este idealul unitate este numit ideal propriu (deoarece este o submulțime proprie).[9] Notă: un ideal stâng {\displaystyle {\mathfrak {a}}} este propriu dacă și numai dacă nu conține un element unitate, deoarece dacă {\displaystyle u\in {\mathfrak {a}}} este un element unitate, atunci {\displaystyle r=(ru^{-1})u\in {\mathfrak {a}}} pentru orice {\displaystyle r\in R}. De obicei există o mulțime de ideale potrivite. De fapt, dacă R este un inel cu diviziune, atunci {\displaystyle (0),(1)} sunt singurele sale ideale și invers: adică un inel R nenul este un inel cu diviziune dacă {\displaystyle (0),(1)} sunt singurele ideale stângi (sau drepte). (Demonstrație: dacă {\displaystyle x} este un element nenul, atunci idealul stâng principal {\displaystyle Rx} (v. mai jos) este nenul, prin urmare {\displaystyle Rx=(1)} ; adică {\displaystyle yx=1} pentru unele elemente {\displaystyle y} nenule. La fel, {\displaystyle zy=1} pentru unele elemnte {\displaystyle z} nenule. Atunci {\displaystyle z=z(yx)=(zy)x=x}.)
- Numerele întregi pare formează un ideal în inelul {\displaystyle \mathbb {Z} } al numerelor întregi, deoarece suma oricăror două numere întregi pare este pară, iar produsul oricărui întreg cu un întreg par este și el par; acest ideal este de obicei notat cu {\displaystyle 2\mathbb {Z} }. În general, mulțimea tuturor numerelor întregi divizibile cu un întreg {\displaystyle n} este un ideal notat {\displaystyle n\mathbb {Z} }. De fapt, orice ideal nenul al inelului {\displaystyle \mathbb {Z} } este generat de cel mai mic element pozitiv al său, ca o consecință a teoremei împărțirii cu rest, deci {\displaystyle \mathbb {Z} } este un domeniu cu ideale principale⁠(d).[10]
- Mulțimea tuturor polinoamelor cu coeficienți reali care sunt divizibile cu polinomul {\displaystyle x^{2}+1} este un ideal în inelul polinoamelor cu coeficienți reali {\displaystyle \mathbb {R} [x]}.
- Fie un inel {\displaystyle R} și un întreg pozitiv {\displaystyle n}. Pentru orice {\displaystyle 1\leq i\leq n}, mulțimea tuturor matricilor {\displaystyle n\times n} cu elemente din {\displaystyle R} a căror linie i este zero este un ideal drept în inelul matricelor {\displaystyle n\times n} {\displaystyle M_{n}(R)} cu elemente din {\displaystyle R}. Nu este un ideal stâng. Similar, pentru fiecare {\displaystyle 1\leq j\leq n}, mulțimea tuturor matricelor {\displaystyle n\times n} a căror coloană j este zero este un ideal stâng, dar nu un ideal drept.
- Inelul {\displaystyle C(\mathbb {R} )} al funcțiilor continue {\displaystyle f} de la {\displaystyle \mathbb {R} } la {\displaystyle \mathbb {R} } pentru înmulțirea punctuală conține idealul tuturor funcțiilor continue {\displaystyle f} astfel încât {\displaystyle f(1)=0}.[11] Un alt ideal în {\displaystyle C(\mathbb {R} )} este dat de acele funcții care se anulează pentru argumente suficient de mari, adică acele funcții continue {\displaystyle f} pentru care există un număr {\displaystyle L>0} astfel încât {\displaystyle f(x)=0} ori de câte ori {\displaystyle |x|>L.}
- Un inel se numește inel simplu dacă este nenul și nu are alte ideale bilaterale decât {\displaystyle (0),(1)}. Astfel, un inel cu diviziune este simplu și un inel comutativ simplu este un corp. Inelul matricilor⁠(d) peste un inel cu diviziune este un inel simplu.
- Dacă {\displaystyle f:R\to S} este un homomorfism de inele⁠(d), atunci nucleul {\displaystyle \ker(f)=f^{-1}(0_{S})} este un ideal bilateral al lui {\displaystyle R}.[12] Prin definiție, {\displaystyle f(1_{R})=1_{S}}, astfel, dacă {\displaystyle S} nu este inelul nul (deci {\displaystyle 1_{S}\neq 0_{S}}), atunci {\displaystyle \ker(f)} este un ideal propriu. În general, pentru fiecare ideal stâng I din S, preimaginea {\displaystyle f^{-1}(I)} este un ideal stâng. Dacă I este un ideal stâng al lui R, atunci {\displaystyle f(I)} este un ideal stâng al subinelului {\displaystyle f(R)} al lui S: cu excepția cazului în care f este surjectivă, {\displaystyle f(I)} nu trebuie să fie un ideal al lui S; v. și extinderea și contracția unui ideal mai jos.
- Corespondența idealului: Fiind dat un homomorfism de inele surjectiv {\displaystyle f:R\to S}, există o corespondență bijectivă de păstrare a ordinii între idealele stângi (respectiv dreapte, bilaterale) a {\displaystyle R} care conține nucleul {\displaystyle f} și idealele stângi (respectiv dreapte, bilaterale) ale lui {\displaystyle S}: corespondența este dată de {\displaystyle I\mapsto f(I)} și preimaginea {\displaystyle J\mapsto f^{-1}(J)}. Mai mult, pentru inelele comutative, această corespondență bijectivă se limitează la idealele prime, la idealele maximale și la idealele radicale (v. secțiunea Tipuri de ideale pentru definițiile acestor ideale).
- Dacă M este un R-modul stâng iar {\displaystyle S\subset M} o submulțime, atunci anulatorul {\displaystyle \operatorname {Ann} _{R}(S)=\{r\in R\mid rs=0,s\in S\}} din S este un ideal stâng.
- Fie {\displaystyle {\mathfrak {a}}_{i},i\in S} un lanț ascendent de ideale stângi într-un inel R; adică {\displaystyle S} este o mulțime total ordonată și {\displaystyle {\mathfrak {a}}_{i}\subset {\mathfrak {a}}_{j}} pentru orice {\displaystyle i<j}. Atunci reuniunea {\displaystyle \textstyle \bigcup _{i\in S}{\mathfrak {a}}_{i}} este un ideal stâng al lui R. (Notă: acest fapt rămâne adevărat chiar dacă R este fără unitatea 1.)
- Faptul de mai sus împreună cu lema lui Zorn demonstrează următoarele: dacă {\displaystyle E\subset R} este o submulțime posibil vidă și {\displaystyle {\mathfrak {a}}_{0}\subset R} este un ideal stâng care este disjunct de E, atunci între idealele care conțin {\displaystyle {\mathfrak {a}}_{0}} și disjunct de E există un ideal care este maximal. (Din nou, acest lucru este valabil dacă inelului R îi lipsește unitatea 1.) Când {\displaystyle R\neq 0}, luând {\displaystyle {\mathfrak {a}}_{0}=(0)} și {\displaystyle E=\{1\}}, există între idealele stângi proprii un ideal stâng care este maximal (numit adesea ideal stâng maximal); vezi teorema lui Krull pentru mai multe.
- O reuniune arbitrară de ideale nu trebuie să fie un ideal, dar afirmația următoarele este, totuși, adevărată: fie o submulțime posibil vidă X din R, există cel mai mic ideal stâng care conține pe X, numit idealul stâng generat de X și este notat cu {\displaystyle RX}. Un astfel de ideal există deoarece este intersecția tuturor idealelor stângi care conțin ăe X. Echivalent, {\displaystyle RX} este mulțimea tuturor R-combinații liniare stângi (finite) ale elementelor lui X peste R:

{\displaystyle RX=\{r_{1}x_{1}+\dots +r_{n}x_{n}\mid n\in \mathbb {N} ,r_{i}\in R,x_{i}\in X\}.}
(deoarece o astfel de generare este cel mai mic ideal stâng care conține peX.) Un ideal drept (respectiv bilateral) generat de X este definit în mod similar. Pentru „bilateral” trebuie folosite combinații liniare din ambele părți; adică,
{\displaystyle RXR=\{r_{1}x_{1}s_{1}+\dots +r_{n}x_{n}s_{n}\mid n\in \mathbb {N} ,r_{i}\in R,s_{i}\in R,x_{i}\in X\}.\,}
- Un ideal stâng (respectiv drept, bilateral) generat de un singur element x se numește idealul principal stâng (respectiv drept, bilateral) generat de x și este notat prin {\displaystyle Rx} (respectiv {\displaystyle xR,RxR}). Idealul principal bilateral {\displaystyle RxR} este adesea notat și prin {\displaystyle (x)}. Dacă {\displaystyle X=\{x_{1},\dots ,x_{n}\}} este o mulțime finită, atunci {\displaystyle RXR} se scrie și ca {\displaystyle (x_{1},\dots ,x_{n})}.
- Există o corespondență bijectivă între ideale și relații de congruență⁠(d) (relații de echivalență care respectă structura unui inel) pe inel: fiind dat un ideal {\displaystyle I} al unui inel {\displaystyle R}, fie {\displaystyle x\sim y} dacă {\displaystyle x-y\in I}. Atunci {\displaystyle \sim } este o relație de congruență pe {\displaystyle R}. Reciproc, având în vedere o relație de congruență {\displaystyle \sim } pe {\displaystyle R}, fie {\displaystyle I=\{x\in R:x\sim 0\}}. Atunci {\displaystyle I} este un ideal al lui {\displaystyle R}.

## Tipuri de ideale
Pentru a simplifica exprimarea, în descrierile următoare se presupune că toate inelele sunt comutative. Cazul necomutativ este discutat în detaliu în articolele respective.
Idealele sunt importante deoarece apar ca nuclee de homomorfisme de inele⁠(d) și permit definirea inelelor factor. Sunt studiate diferite tipuri de ideale, deoarece pot fi folosite pentru a construi diferite tipuri de inele factor.
- Ideal maximal: un ideal propriu I se numește ideal maximal dacă nu există niciun alt ideal propriu J cu I o submulțime proprie a lui J. Inelul factor al unui ideal maximal este în general un inel simplu și este un corp pentru inele comutative (deoarece inelele comutative simple sunt corpuri).[13]
- Ideal minim: un ideal nenul se numește minimal dacă nu conține niciun alt ideal nenul.
- Ideal prim: un ideal propriu I se numește ideal prim dacă pentru orice a și b din {\displaystyle R} dacă ab este în I, atunci cel puțin unul dintre a sau b este în I. Inelul factor al unui ideal prim este un inel prim în general și este un domeniu de integritate pentru inelele comutative.[14]
- Ideal radical sau ideal semiprim: Un ideal propriu I se numește radical sau semiprim dacă pentru orice a din R, dacă an este în I pentru unele n, atunci a este în I. Inelul factor al unui ideal radical este un inel semiprim pentru inelele generale și este un inel redus pentru inelele comutative.
- Ideal primar: un ideal I este numit un ideal primar dacă pentru orice a și b din R, dacă ab este în I, atunci cel puțin unul dintre a sau bn este în I pentru un număr natural n. Orice ideal prim este primar, dar nu și reciproc. Un ideal primar semiprim este prim.
- Ideal principal: un ideal generat de un singur element.[15]
- Ideal finit generat: ideal finit generat⁠(d) ca modul⁠(d).
- Ideal primitiv: un ideal primitiv stâng este anulatorul unui modul simplu stâng.
- Ideal ireductibil: se spune că un ideal este ireductibil dacă nu poate fi scris ca o intersecție a idealelor proprii care îl conțin.
- Ideale comaximale: două idealei {\displaystyle {\mathfrak {i}},{\mathfrak {j}}} se spune că sunt comaximale dacă avem {\displaystyle x+y=1} pentru unele {\displaystyle x\in {\mathfrak {i}}} și {\displaystyle y\in {\mathfrak {j}}}.
- Ideal regulat: termenul are mai multe semnificații.
- Nilideal: un ideal este un nilideal dacă oricare dintre elementele sale este nilpotent.
- Ideal nilpotent: cel puțin una dintre puterile sale este zero.
- Ideal parametric: un ideal generat de un sistem de parametri.
- Ideal perfect: un ideal propriu I într-un inel noetherian {\displaystyle R} se numește ideal perfect dacă gradul său este egal cu dimensiunea proiectivă a inelului factor asociat,[16] {\displaystyle {\textrm {grade}}(I)={\textrm {proj}}\dim(R/I).} Un ideal perfect este un ideal nemixat.
- Ideal nemixat: un ideal propriu I într-un inel noetherian {\displaystyle R} se numește ideal nemixat (în înălțime) dacă înălțimea lui I este egală cu înălțimea fiecărui prim asociat P din R/I. (Acest lucru este mai tare decât a spune că R/I este echidimensional.

Alți doi termeni importanți care folosesc cuvântul „ideal” nu sunt întotdeauna ideale ale inelului lor:
- Ideal fracționar: acesta este de obicei definit atunci când R este un domeniu comutativ cu corpul factor K. În ciuda numelor lor, idealele fracționare sunt submodule R ale lui K cu o proprietate particulară. Dacă idealul fracționar este conținut în întregime în R, atunci este într-adevăr un ideal din R.
- Ideal inversabil: de obicei, un ideal inversabil A este definit ca un ideal fracționar pentru care există un alt ideal fracționar B astfel încât AB = BA = R. Unii autori pot folosi termenul de „ideal inversabil” pentru idealele inelelor obișnuite A și B cu AB = BA = R în alte inele decât domeniile.

## Operații cu ideale
Suma și produsul idealelor sunt definite după cum urmează. Pentru idealele stâng, {\displaystyle {\mathfrak {a}},} respectiv drept, {\displaystyle {\mathfrak {b}},} ale unui inel R, suma lor este
{\displaystyle {\mathfrak {a}}+{\mathfrak {b}}=\{a+b\mid a\in {\mathfrak {a}}{\mbox{ and }}b\in {\mathfrak {b}}\}},
iar dacă {\displaystyle {\mathfrak {a}},{\mathfrak {b}}} este bilateral,
{\displaystyle {\mathfrak {a}}{\mathfrak {b}}=\{a_{1}b_{1}+\dots +a_{n}b_{n}\mid a_{i}\in {\mathfrak {a}}{\mbox{ and }}b_{i}\in {\mathfrak {b}},i=1,2,\dots ,n;{\mbox{ for }}n=1,2,\dots \},}
adică produsul este idealul generat de toate produsele de forma ab cu a în {\displaystyle {\mathfrak {a}}} și b în {\displaystyle {\mathfrak {b}}}.
Notă: {\displaystyle {\mathfrak {a}}+{\mathfrak {b}}} este cel mai mic ideal stâng, respectiv drept care  conține pe ambii {\displaystyle {\mathfrak {a}}} și {\displaystyle {\mathfrak {b}}} (sau reuniunea {\displaystyle {\mathfrak {a}}\cup {\mathfrak {b}}}), în timp ce produsul {\displaystyle {\mathfrak {a}}{\mathfrak {b}}} este conținut în intersecția lui {\displaystyle {\mathfrak {a}}} cu {\displaystyle {\mathfrak {b}}}.
Distributivitatea este valabilă pentru idealele bilaterale {\displaystyle {\mathfrak {a}},{\mathfrak {b}},{\mathfrak {c}}},
{\displaystyle {\mathfrak {a}}({\mathfrak {b}}+{\mathfrak {c}})={\mathfrak {a}}{\mathfrak {b}}+{\mathfrak {a}}{\mathfrak {c}}},
{\displaystyle ({\mathfrak {a}}+{\mathfrak {b}}){\mathfrak {c}}={\mathfrak {a}}{\mathfrak {c}}+{\mathfrak {b}}{\mathfrak {c}}}.
Dacă un produs este înlocuit cu o intersecție, este valabilă o distributivitate parțială:
{\displaystyle {\mathfrak {a}}\cap ({\mathfrak {b}}+{\mathfrak {c}})\supset {\mathfrak {a}}\cap {\mathfrak {b}}+{\mathfrak {a}}\cap {\mathfrak {c}}}
unde egalitatea este valabilă dacă {\displaystyle {\mathfrak {a}}} conține pe {\displaystyle {\mathfrak {b}}} sau {\displaystyle {\mathfrak {c}}}.
Notă: Suma și intersecția idealelor sunt și ele ideale; cu aceste două operații, mulțimea tuturor idealelor unui inel dat formează o latice modulară⁠(d) completă⁠(d). Rețeaua nu este, în general, o latice distributivă⁠(d).
Dacă {\displaystyle {\mathfrak {a}},{\mathfrak {b}}} sunt ideale ale unui inel comutativ R, atunci avem {\displaystyle {\mathfrak {a}}\cap {\mathfrak {b}}={\mathfrak {a}}{\mathfrak {b}}} cel puțin în următoarele două cazuri:
{\displaystyle {\mathfrak {a}}+{\mathfrak {b}}=(1),}
{\displaystyle {\mathfrak {a}}} este generat de elemente care formează un șir regulat modulo {\displaystyle {\mathfrak {b}}.}
Un domeniu de integritate se numește domeniu Dedekind⁠(d) dacă pentru orice pereche de ideale {\displaystyle {\mathfrak {a}}\subset {\mathfrak {b}}}, există un ideal {\displaystyle {\mathfrak {c}}} astfel încât {\displaystyle {\mathfrak {\mathfrak {a}}}={\mathfrak {b}}{\mathfrak {c}}}. Ca urmare se poate arăta că orice ideal nenul al unui domeniu Dedekind poate fi scris în mod unic ca un produs de ideale maximale, o generalizare a teoremei fundamentale a aritmeticii.

## Exemple de operații cu ideale
În {\displaystyle \mathbb {Z} } avem
{\displaystyle (n)\cap (m)=\operatorname {lcm} (n,m)\mathbb {Z} }
deoarece {\displaystyle (n)\cap (m)} este mulțimea numerelor întregi care sunt divizibile atât cu {\displaystyle n,} cât și cu {\displaystyle m.}
Fie {\displaystyle R=\mathbb {C} [x,y,z,w]} și {\displaystyle {\mathfrak {a}}=(z,w),{\mathfrak {b}}=(x+z,y+w),{\mathfrak {c}}=(x+z,w)}. Atunci,
- {\displaystyle {\mathfrak {a}}+{\mathfrak {b}}=(z,w,x+z,y+w)=(x,y,z,w)} și {\displaystyle {\mathfrak {a}}+{\mathfrak {c}}=(z,w,x+z)}
- {\displaystyle {\mathfrak {a}}{\mathfrak {b}}=(z(x+z),z(y+w),w(x+z),w(y+w))=(z^{2}+xz,zy+wz,wx+wz,wy+w^{2})}
- {\displaystyle {\mathfrak {a}}{\mathfrak {c}}=(xz+z^{2},zw,xw+zw,w^{2})}
- {\displaystyle {\mathfrak {a}}\cap {\mathfrak {b}}={\mathfrak {a}}{\mathfrak {b}}} în timp ce {\displaystyle {\mathfrak {a}}\cap {\mathfrak {c}}=(w,xz+z^{2})\neq {\mathfrak {a}}{\mathfrak {c}}}

În primul calcul, se vede modelul general pentru suma a două ideale finit generate, este idealul generat de reuniunea generatorilor lor. În ultimele trei se observă că produsele și intersecțiile sunt identice ori de câte ori cele două ideale se intersectează în idealul nul. Aceste calcule pot fi verificate folosind Macaulay2.

## Extinderea și contracția unui ideal
Fie A și B două inele comutative și fie f : A → B un homomorfism de inele. Dacă {\displaystyle {\mathfrak {a}}} este un ideal din A, atunci {\displaystyle f({\mathfrak {a}})} nu trebuie să fie un ideal din B (de exemplu, se ia f ca fiind includerea inelului numerelor întregi, Z în corpul numerelor raționale Q. extinderea {\displaystyle {\mathfrak {a}}^{e}} a lui {\displaystyle {\mathfrak {a}}} din B este definită a fi idealul din B generat de {\displaystyle f({\mathfrak {a}})}. Explicit,
{\displaystyle {\mathfrak {a}}^{e}={\Big \{}\sum y_{i}f(x_{i}):x_{i}\in {\mathfrak {a}},y_{i}\in B{\Big \}}}
Dacă {\displaystyle {\mathfrak {b}}} este un ideal din B, atunci {\displaystyle f^{-1}({\mathfrak {b}})} este întotdeauna un ideal din A, numit contracția {\displaystyle {\mathfrak {b}}^{c}} lui {\displaystyle {\mathfrak {b}}} în A.
Presupunând că f : A → B este un homomorfism de inele, că {\displaystyle {\mathfrak {a}}} este un ideal din A și că {\displaystyle {\mathfrak {b}}} este un ideal din B, atunci:
- {\displaystyle {\mathfrak {b}}} este prim în B {\displaystyle \quad \Rightarrow \quad } {\displaystyle {\mathfrak {b}}^{c}} este prim în A.
- {\displaystyle {\mathfrak {a}}^{ec}\supseteq {\mathfrak {a}}}
- {\displaystyle {\mathfrak {b}}^{ce}\subseteq {\mathfrak {b}}}

În general este fals că {\displaystyle {\mathfrak {a}}} fiind prim (sau maximal) în A implică faptul că {\displaystyle {\mathfrak {a}}^{e}} este prim (sau maximal) în B. Multe exemple clasice ale acestui fapt provin din teoria numerelor algebrice. De exemplu, încorporarea {\displaystyle \mathbb {Z} \to \mathbb {Z} \left\lbrack i\right\rbrack }. În {\displaystyle B=\mathbb {Z} \left\lbrack i\right\rbrack }, elementul 2 factorizează ca {\displaystyle 2=(1+i)(1-i)} unde (se poate arăta că) niciunul dintre {\displaystyle 1+i,1-i} nu este o unitate în B. Deci {\displaystyle (2)^{e}} nu este prim în B (și, prin urmare, nu este maximal). Într-adevăr, {\displaystyle (1\pm i)^{2}=\pm 2i} arată că {\displaystyle (1+i)=((1-i)-(1-i)^{2})}, {\displaystyle (1-i)=((1+i)-(1+i)^{2})} și prin urmare {\displaystyle (2)^{e}=(1+i)^{2}}.
Pe de altă parte, dacă f este surjectivă și {\displaystyle {\mathfrak {a}}\supseteq \ker f} (ker fiind nucleul), atunci:
- {\displaystyle {\mathfrak {a}}^{ec}={\mathfrak {a}}} și {\displaystyle {\mathfrak {b}}^{ce}={\mathfrak {b}}}.
- {\displaystyle {\mathfrak {a}}} este un ideal prim în A {\displaystyle \quad \Leftrightarrow \quad } {\displaystyle {\mathfrak {a}}^{e}} este un ideal prim în B.
- {\displaystyle {\mathfrak {a}}} este un ideal maximal în A {\displaystyle \quad \Leftrightarrow \quad } {\displaystyle {\mathfrak {a}}^{e}} este un ideal maximal în B.

Notă: Fie K o extindere de corp a lui L și fie B și A inelele numerelor întregi ale K, respectiv L. Atunci B este o extindere de întregi a lui A și fie f aplicația de includere de la A la B. Comportamentul unui ideal prim {\displaystyle {\mathfrak {a}}={\mathfrak {p}}} al lui A în extindere este una dintre problemele centrale ale teoriei algebrice a numerelor⁠(d).